# بوبو (طائر)
بُوبُو أو مالكوها رافلز(الاسم العلمي: Rhinortha chlorophaea) (مال كوها اسم سنهالي ويعني زهرة الوقواق)، طائر من فصيلة الوقواقية. يوجد في بروناي، إندونيسيا، ماليزيا، سنغافورة، وتايلاند. موئله الطبيعي غابات الأراضي الرطبة شبه الاستوائية أو الاستوائية. وسُمي هذه النوع على توماس ستامفورد رافلز.